# Pala d'oro (Caorle)
La Pala d'oro è un particolare arredo sacro che assume la funzione di pala d'altare conservata nel Duomo di Santo Stefano a Caorle.

## Storia
Una delle più accreditate notizie storiche circa la pala d'oro conservata a Caorle si trova in Ughelli-Coleti, dove si legge:
(Ferdinando Ughelli e Nicola Coleti, Italia Sacra sive de episcopis Italiae et insularum adjacetium (Tomo V), 1720, presso Sebastiano Coleti (Venezia))
La Pala d'oro conservata nel Duomo di Santo Stefano a Caorle è un insieme di sei formelle quadrate in argento sbalzato e cesellato immerse in un bagno d'oro. Secondo la tradizione, la pala è dono della regina Caterina Cornaro, che nel 1489, dopo una tempesta, fece naufragio al largo della cittadina del dogado veneziano, e fu salvata dai caorlotti. Oltre alla pala, come commemorazione dell'evento, vi era un grande affresco che copriva il catino absidale della navata centrale del Duomo, nella quale doveva essere rappresentato il Cristo Pantocratore e alcune scene del salvataggio, ma fu coperto poco dopo la realizzazione perché giudicato poco consono al luogo sacro.
Inizialmente posta sopra l'altare maggiore, dopo i restauri dell'inizio del XX secolo fu collocata in una nicchia marmorea installata sul fondo dell'abside. Le formelle sono circondate da cornici di quattro lati, eccetto la prima e l'ultima, che hanno solo tre lati e un tempo destinate ad essere affiancate in un unico quadro rettangolare. Nelle cornici di queste ultime si vedono in rilievo dei busti di santi e sante, riconoscibili da iscrizioni in greco: le sante Teodosia, Barbara, Tecla, Eufemia, Anastasia, Eudosia, Teodora, Caterina, Eufrosine, Maria Maddalena e Pelagia e San Filippo apostolo.
La prima e l'ultima formella (nella disposizione in cui si può ammirare oggi la pala) rappresentano rispettivamente l'arcangelo Gabriele e la Vergine orante, circondati da iscrizioni greche, e risalgono al XII secolo; insieme dovevano raffigurare l'Annunciazione, come anche nella pala del Duomo di Grado. In particolare, la figura dell'arcangelo è il pezzo più prezioso dell'intera composizione, per l'abilità con cui sono state modellate le ali e la tunica; tiene nella mano sinistra un globo con la croce e nella destra il labaro. La Vergine Maria è invece rappresentata con il velo e con il capo circondato dall'aureola.
Le altre quattro formelle sono opera di oreficeria gotica veneziana del XIV secolo; tra esse si riconosce (terza formella da sinistra nella disposizione odierna) il Cristo Pantocratore in trono, benedicente con la mano destra e sulla sinistra un libro aperto. Quindi altre figure di santi, la cui attribuzione si deve essenzialmente agli scritti lasciati dal vescovo Domenico Minio: Santo Stefano protomartire, patrono della città, un santo con in mano un cartiglio (identificato tradizionalmente come il profeta Daniele) ed un santo in atto di benedire (individuato dalla tradizione come San Giovanni Battista). Queste figure, così come i dodici busti di santi e sante contenuti nelle cornici di ciascuna, non riportano iscrizioni.

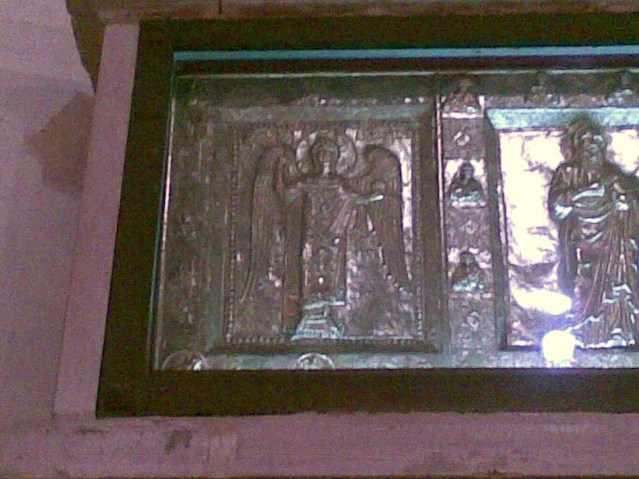
Particolare dell'Arcangelo Gabriele
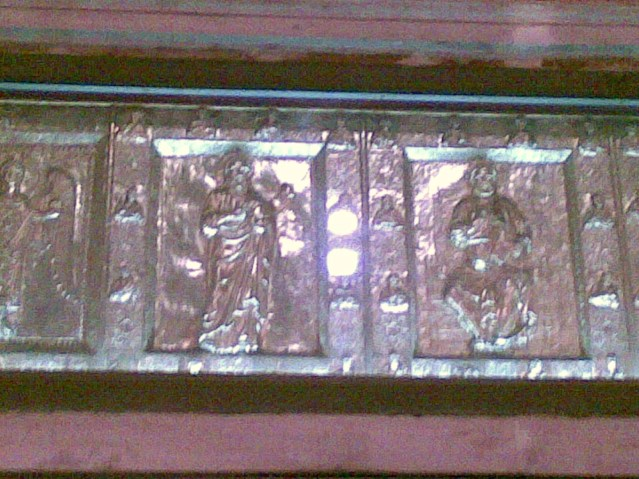
Particolare di San Daniele profeta e del Cristo Pantocratore
Particolare di Santo Stefano protomartire e San Giovanni Battista
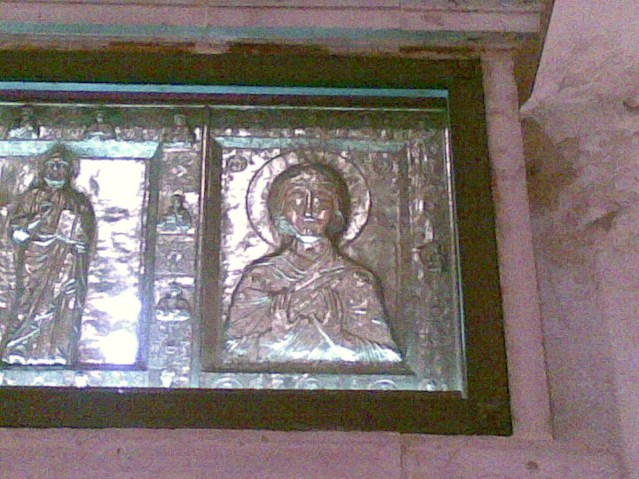
Particolare della Vergine Orante